# Луј Жан Никола Абе
Луј Жан Никола Абе (фр. Louis Jean Nicolas Abbé; 1764—1834) био је Наполеонов генерал. Војничку каријеру почео је као обичан војник а после битке код Ејлау-а (1807), у којој се одликовао великом храброшћу, произведен у чин бригадног генерала. Послат у Шпанију, учествовао је и у многим борбама и победио Шпанце код Тившазара и Бруха. Као дивизијски генерал учествовао је у рату против Руса, 1812 г. 1830 г. постављен је за команданта народне одбране.